# Lothar de Maizière
Lothar de Maizière (ur. 2 marca 1940 w Nordhausen) – niemiecki polityk i prawnik, ostatni premier Niemieckiej Republiki Demokratycznej (1990). Po zjednoczeniu Niemiec minister w rządzie federalnym (1990) i deputowany (1990–1991). Odszedł z polityki po ujawnieniu jego współpracy ze Stasi.

## Życiorys
W 1956 wstąpił do działającej w NRD koncesjonowanej CDU. Dwa lata później zdał egzamin maturalny, po czym kształcił się w szkole muzycznej Hochschule für Musik „Hanns Eisler” w Berlinie. W latach 1962–1975 pracował jako muzyk orkiestrowy. Od 1969 studiował jednocześnie prawo na Uniwersytecie Humboldtów w Berlinie. W 1976 rozpoczął pracę jako adwokat we wschodnim Berlinie. Od 1987 był wiceprzewodniczącym kolegium adwokatów w Berlinie. W drugiej połowie lat 80. pełnił funkcję wiceprezesa Synodu Związku Kościołów Ewangelickich w NRD.
W okresie przemian politycznych w listopadzie 1989 został wybrany na przewodniczącego CDU. W tym samym miesiącu wszedł w skład rządu Hansa Modrowa z SED jako wicepremier oraz minister do spraw kościelnych. W marcu 1990 w pierwszych i jedynych wolnych wyborach w NRD został wybrany do Izby Ludowej. W kwietniu tegoż roku objął stanowisko premiera NRD, które zajmował do końca istnienia tego państwa. Zastępcą rzecznika prasowego jego rządu była wówczas późniejsza kanclerz Niemiec Angela Merkel.
Po zjednoczeniu Niemiec w październiku 1990 został dokooptowany do trzeciego rządu Helmuta Kohla jako minister do zadań specjalnych. Objął także mandat deputowanego do Bundestagu, który utrzymał w wyborach z grudnia tegoż roku. Został wiceprzewodniczącym Unii Chrześcijańsko-Demokratycznej, w listopadzie 1990 stanął na czele struktur CDU w Brandenburgii.
W grudniu 1990 ujawniono, że był tajnym współpracownikiem komunistycznej bezpieki (Stasi) pod pseudonimem „Czerni”. W tym samym miesiącu Lothar de Maizière odszedł z rządu. W 1992 ujawniono informacje potwierdzające jego długoletnie związki ze Stasi.
W 1991 powrócił do praktyki adwokackiej w Berlinie.
Jest kuzynem polityka Thomasa de Maizière.